# Zmarli w roku 1847
Lista osób zmarłych w 1847:

## luty 1847
- 1 lutego – Antoni Babiński, emisariusz Towarzystwa Demokratycznego Polskiego[1]
- 3 lutego – Marie Duplessis, francuska kurtyzana[2]
- 7 lutego – Stanisław Breza, polski polityk, poseł na Sejm Wielki[3]

## marzec 1847
- 9 marca – Mary Anning, jedna z pierwszych brytyjskich zbieraczy skamieniałości i paleontologów[4]
- 9 kwietnia – Jan Paweł Lelewel, polski inżynier wojskowy i cywilny, budowniczy, urbanista, malarz[5]

## kwiecień 1847
- 30 kwietnia – Karol Ludwik Habsburg, arcyksiążę austriacki, książę cieszyński[6]

## maj 1847
- 11 maja – Mateusz Lê Văn Gẫm, wietnamski męczennik, święty katolicki[7]
- 13 maja – Feliks Jan Maria Boretti, polski architekt i budowniczy[8]
- 14 maja – Fanny Mendelssohn, kompozytorka i pianistka niemiecka, siostra Feliksa[9]
- 15 maja – Daniel O’Connell, irlandzki polityk[10]

## czerwiec 1847
- 11 czerwca – John Franklin, brytyjski admirał, żeglarz i badacz Arktyki[11]
- 23 czerwca – Charles Acton, angielski duchowny katolicki, wysoki urzędnik Kurii Rzymskiej, kardynał[12]
- 28 czerwca – Wincencja Gerosa, współzałożycielka Zgromadzenia Sióstr Maryi Dziewicy, święta katolicka[13]

## lipiec 1847
- 16 lipca – Friedrich Burdach, niemiecki lekarz neuroanatom, fizjolog, historyk neuroanatomii[14]

## wrzesień 1847
- 8 września – William Collins, angielski malarz, ojciec powieściopisarza Wilkie Collinsa i malarza Charlesa Allstona Collinsa[15]
- 12 września – Maria Luisa Prosperi, włoska benedyktynka, stygmatyczka, błogosławiona katolicka[16]

## październik 1847
- 7 października – Alexandre Brongniart, francuski geolog-mineralog, paleontolog, chemik i zoolog[17]
- 25 października – Piotr Dahlman, polski poeta i publicysta[18]

## listopad 1847
- 4 listopada – Felix Mendelssohn, niemiecki kompozytor[19]
- 14 listopada – Sebastiano Ciampi, włoski filolog, ksiądz, badacz związków włosko-polskich[20]
- 21 listopada – Wojciech Bloch, polski szlachcic, uznawany za prekursora polskiej pracy organicznej i agrokultury[21]

## grudzień 1847
- 27 grudnia – Fortunato Maria Ercolani, włoski duchowny katolicki, biskup[22]
- 31 grudnia – Adelajda Orleańska, córka Ludwika Filipa Józefa Burbona, księcia Orleanu, i jego żony – Ludwiki Marii de Penthièvre[23]
- data dzienna nieznana: 
  - Florian Straszewski, obywatel ziemski, społecznik, współtwórca krakowskich Plant[24]